# WWE ECW
ECW (также ECW on Sci-Fi/Syfy) — телевизионная рестлинг-программа от World Wrestling Entertainment (WWE), основанная на рестлинг-промоушене Extreme Championship Wrestling (ECW), существовавшем с 1992 по 2001 год. В США транслировался на канале Syfy. До февраля 2010 года ECW являлся одним из трех брендов WWE. Кроме него в WWE входили бренды SmackDown! и Raw. 16 февраля 2010 года бренд перестал существовать. Вместо него появилось шоу с неизвестными молодыми звёздами под названием — WWE NXT.

## Запуск шоу на Sci-Fi/Syfy
WWE приобрела права на товарные знаки и библиотеку видео Extreme Championship Wrestling в 2003 году, а затем начала реинтродукцию ECW через контент из библиотеки ECW и серию книг, в том числе выпуск документального фильма «Взлет и падение ECW». Огромная популярность товаров ECW подтолкнула WWE к организации ECW One Night Stand в 2005 году. Финансовый и критический успех мероприятия побудил WWE организовать в следующем году второй One Night Stand. С обновленным интересом к продукту WWE начал изучать возможность возобновления промоушна. Новости о том, что WWE планирует вернуть ECW, просочились в середине апреля, когда Винс Макмэн решил восстановить ECW, как отдельный бренд. В предварительных сообщениях говорилось, что WWE была готова вернуть ECW сразу после WrestleMania 22.
25 мая 2006 года WWE объявила о запуске ECW как отдельного бренда, соответствующего Raw и SmackDown!, со своим собственным шоу на Sci-Fi (теперь Syfy). Несмотря на первоначальные опасения, что рестлинг не будет принят демографической аудиторией Sci-Fi, президент сети Бонни Хаммер заявила, что, по её мнению, ECW подойдет для темы канала «растянуть воображение». Sci-Fi (ныне известный как Syfy) принадлежит NBC Universal, материнской компании USA Network и эксплозивному кабельному вещателю Raw и Smackdown. Еженедельный сериал ECW изначально был выпущен в тринадцати эпизодах как «летний сериал» на Sci-Fi. Премьера получила рейтинг 2,79, что сделало его самым рейтинговым шоу на кабеле за свой временной интервал. Из-за его хороших рейтингов ему был предоставлен расширенный пробег до конца 2007 года. 23 октября 2007 года сеть возобновила серию до 2008 года. Перед запуском шоу WWE решила отменить свою веб-трансляцию Velocity и заменить её новой программой ECW.

## Оригинальный формат (2006)
ECW был первоначально произведен не так, как другие шоу WWE. Для телевизионных мероприятий основные камеры, обращенные к рингу, были размещены в другом месте на арене, а сам ринг имел логотип ECW на коврике и пустые крышки фаркопа. Исполнителей мужского пола называли «экстремистами», а не «суперзвездами», тогда как исполнителей женского пола называли «лисицами», а не дивами. Тем не менее, шоу неуклонно стало производиться в том же формате, что и другие шоу. В отличие от первоначальной рекламной акции, правила матчей, такие как отсчет и дисквалификация, теперь были стандартными. Матчи с набором правил первоначальной рекламной акции затем классифицировались как оспариваемые в соответствии с «Экстремальными правилами» и проводились только в тех случаях, когда они указаны.
Бывший владелец ECW Пол Хейман работал в эфире в качестве «представителя ECW» (ссылка на то, как Хейман был опознан в Monday Night Raw ещё в 1997 году). Согласно интервью британской газете The Sun, Хейман написал еженедельные сценарии шоу и представил их авторам для возможных изменений, а затем Винсу Макмэну для окончательного утверждения. После декабря Хейман был освобожден от своих обязанностей в эфире ECW и в эфире World Wrestling Entertainment.

## Изменение в формате (2007—2010)
Несмотря на то, что шоу получило успех в рейтингах, оно уже начало вызывать критику со стороны поклонников оригинального ECW. Это было наиболее очевидно по негативной реакции толпы, которую фанаты «старой школы» дали основному событию «Батиста против Биг Шоу» на шоу Hammerstein Ballroom 1 августа 2006 года, на котором часто проводились оригинальные мероприятия ECW, когда это была компания. После ухода Хеймана в конце 2006 года авторитет ECW отсутствовал до 14 августа 2007 года, когда Армандо Эстрада был объявлен Генеральным директором.
6 мая 2008 года ECW отпраздновал свой 100-й эпизод на Sci-Fi. 3 июня 2008 года Эстрада сменил пост генерального директора ECW на Теодора Лонга. ECW переехал в 21:00 по восточному времени/в 8:00 по центральному времени 30 сентября 2008 года. ECW переехал обратно в 22:00 по восточному/9:00 по центральному времени 5 мая 2009 г. 7 апреля на ECW было объявлено, что Теодор Лонг возвращается в SmackDown, чтобы выполнять роль генерального директора. С этого момента временный генеральный директор был назван Тиффани, который занял пост генерального директора на полную ставку 30 июня 2009 года. 7 июля 2009 года Sci-Fi Channel переименовал себя в «Syfy», побудив WWE переименовать шоу «ECW на Syfy», чтобы отразить изменения. В 2009 году была создана «инициатива суперзвезд» с целью введения новых талантов в программу WWE, в основном тех, кто находится на территории WWE, занимающейся борьбой во Флориде, в составе ECW.

## Сокращение и последствия
2 февраля 2010 года председатель WWE Винс Макмэн объявил, что ECW выйдет в эфир и будет заменен новой еженедельной программой, которое Макмэн объявил «новаторским, оригинальным шоу». Позже было объявлено, что шоу выйдет в эфир в финальном эпизоде 16 февраля 2010 года. В эпизоде ECW 9 февраля 2010 года название нового шоу было объявлено как WWE NXT.

## Руководство
|                 | Должность            | Дата начала работы | Дата завершения работы | Примечания                                                                                       |
| --------------- | -------------------- | ------------------ | ---------------------- | ------------------------------------------------------------------------------------------------ |
| Пол Хейман      | Представитель        | 13 июня 2006       | 4 декабря 2006         | Ушел в отставку после того как Биг Шоу проиграл титул Чемпиона ECW в тяжелом весе.               |
| Армандо Эстрада | Генеральный менеджер | 4 августа 2007     | 3 июня 2008            | Эстрада ушел после того, как Теодор Лонг был провозглашён его преемником.                        |
| Теодор Лонг     | Генеральный менеджер | 3 июня 2008        | 7 апреля 2009          | Во время работы Лонга Тиффани выполняла обязанности "Ассистента генерального менеджера".         |
| Тиффани         | Генеральный менеджер | 30 июня 2009       | 16 февраля 2010        | Тиффани работала в качестве "Временного генерального менеджера" с 7 апреля 2009 по 30 июня 2009. |

## Комментаторы
| Комментаторы                 | Даты                              |
| ---------------------------- | --------------------------------- |
| Джоу Стайлс и Тэзз           | 13 июня 2006 — 8 апреля 2008      |
| Майк Адамли и Тэзз           | 22 апреля 2008 — 22 июля 2008     |
| Тод Гришем и Тэзз            | 29 июля 2008 — 5 августа 2008     |
| Тод Гришем и Мэтт Страйкер   | 12 августа 2008 — 31 марта 2009   |
| Джош Мэтьюс и Мэтт Страйкер  | 7 апреля 2009 — 20 октября 2009   |
| Джош Мэтьюс и Байрон Сэкстон | 27 октября 2009 — 16 февраля 2010 |

## Ринг-аннонсер
| Конферансье     | Даты                                                                |
| --------------- | ------------------------------------------------------------------- |
| Джастин Робертс | 13 июня 2006 — 18 сентября 2007 29 сентября 2009                    |
| Тони Чимел      | 25 сентября 2007 — 22 сентября 2009 24 ноября 2009 — 8 декабря 2009 |
| Лорейн Майхем   | 6 октября 2009 — 17 ноября 2009                                     |
| Саванна         | 15 декабря 2009 — 16 февраля 2010                                   |